# Gabun-Ästuar
Das Gabun-Ästuar (englisch: Gabon Estuary, französisch: Estuaire du Gabon) bezeichnet ein Ästuar in der nach diesem benannten Provinz Estuaire im nordwestlichen Gabun.
Das Ästuar ist Namensgeber des Staates Gabun und liegt im Süden der Bucht von Biafra, seit 1970 Bucht von Bonny, und des Golfs von Guinea.
Die Hauptstadt Gabuns, Libreville, hat einen großen Hafen am Nordufer der Mündung. Das Südufer ist nur dünn besiedelt. Naturschutzgebiete, wie etwa der Pongara National Park, grenzen hier an das Ästuar.

## Geographie
Das Ästuar ist ein ca. 70 Kilometer langes und 15 Kilometer breites, etwa trichterförmiges Mündungsgebiet, in das neben einigen anderen die kurzen Küstenflüsse Komo, Remboué (Rembone), Agouma, Igombiné und Gongoué entwässern. Es wird von diesen zahlreichen Zuflüssen und gezeitenabhängigen Buchten geprägt. Neben einigen Inseln liegen auch zahlreiche Sandbänke im Inneren des Trichters.

## Geschichtliches
Die Gegend um das Ästuar war ab 1839 französische Einflusszone und ab 1875 Teil der Kolonie Französisch-Äquatorialafrika. Das Ästuar war schon zu dieser Zeit als guter und geräumiger Hafen bekannt, folgerichtig erfolgte die Gründung der späteren Hauptstadt Libreville am Ufer des Ästuars.